# Royal Aircraft Factory S.E.5
S.E.5 (Royal Aircraft Factory) Ройал Эйркрафт Фэктори — истребитель. Этот одноместный биплан — один из лучших английских истребителей Первой мировой войны. Выпускался английской компанией Royal Aircraft Factory.
Эта машина — одностоечный биплан, в конструкции которого преобладало дерево и полотно.
Истребитель S.E.5a был быстрым, крепким, хорошо управлялся в пикировании и прощал многие ошибки начинающих пилотов. Самолёт стал равносильным противником для Fokker D.VII. Если сравнивать с Sopwith Camel, то S.E.5a уступал в маневренности и компоновке вооружения (что, из-за постоянных проблем с синхронизатором на Camel, не являлось сильным недостатком). Кроме того, изначальный двигатель был слишком капризным — этот недостаток исчез с установкой двигателей Wolseley Viper.

## История
Впервые поступил в эксплуатацию во Франции в апреле 1917 года. Самолёт стандартно оснащался новым V-образным двигателем Hispano-Suiza 8 мощностью 112 кВт (150 л. с.). Дальнейшая разработка двигателя компанией Hispano-Suiza привела к созданию варианта мощностью 149 кВт (200 л. с.). Самолёт с этой силовой установкой и незначительными изменениями был обозначен как S.E.5a. Иногда его называли «эсифайф»
На последних стадиях войны самолёты S.E.5a, вооружённые лёгкими бомбами, также широко использовались для ближней поддержки войск.
Этот тип самолётов также служил в Египте, Месопотамии, Палестине и Салониках.
Общее производство самолётов S.E.5/S.E.5a составило 5205 экземпляров, включая небольшое количество двухместных тренировочных аэропланов, которые состояли на вооружении 24 английских, двух американских и одной австралийской истребительных эскадрилий.

## Тактико-технические характеристики

### Технические характеристики
- Экипаж: 1 человек
- Длина: 6,37 м
- Размах крыла: 8,11 м
- Высота: 2,69 м
- Площадь крыла: 22,83 м²
- Масса пустого: 694 кг
- Масса снаряженного: 880 кг

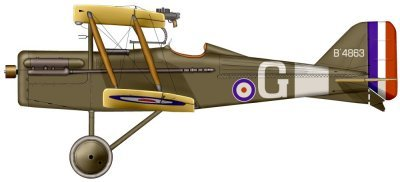
S.E.5a

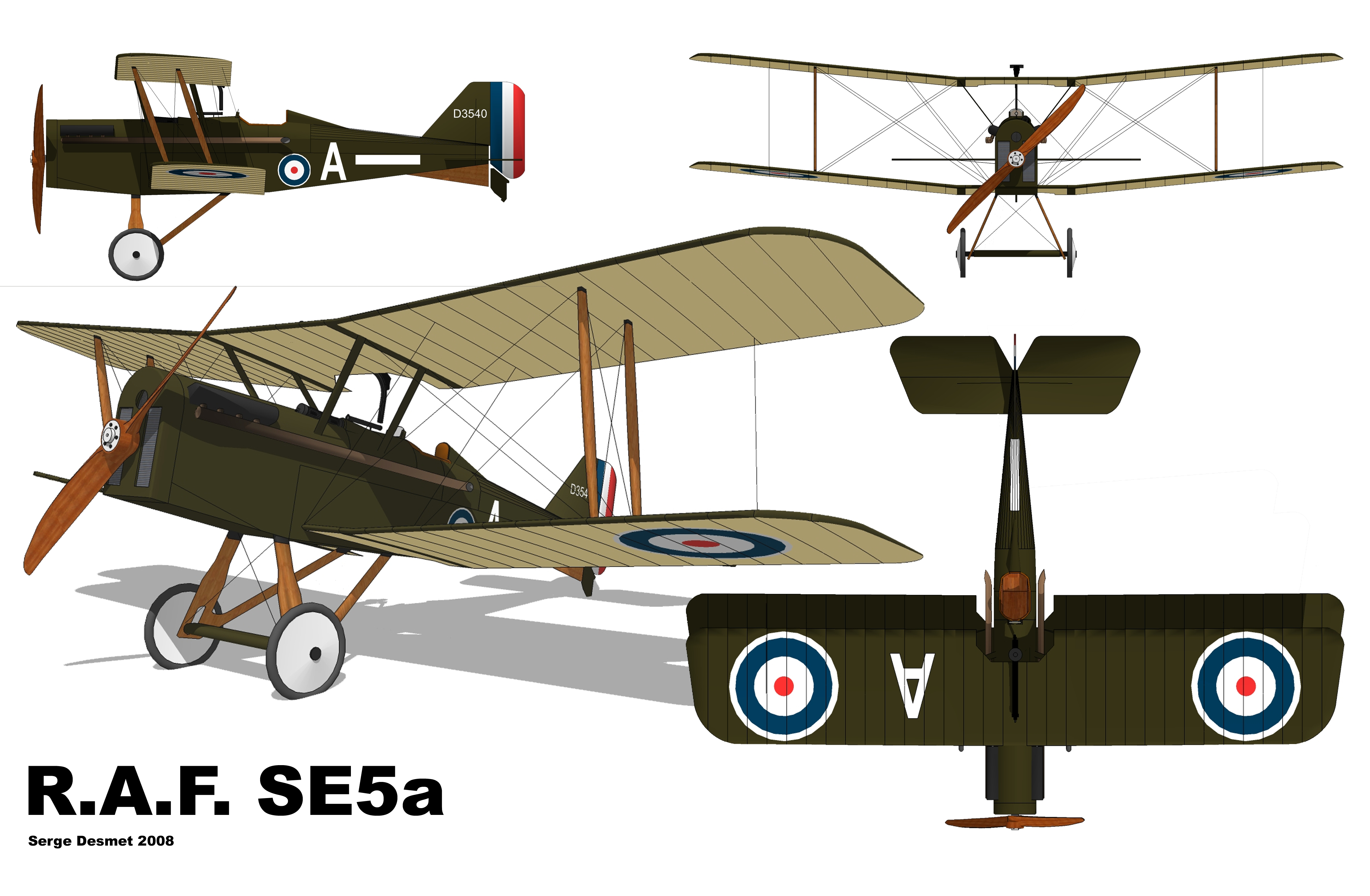
S.E.5a

- Максимальная взлётная масса: 929 кг
- Двигатели: 1× Hispano-Suiza 8 (или Wolseley W4A Viper) мощностью 200 л. с.

### Лётные характеристики
- Максимальная скорость: 225 км/ч
- Крейсерская скорость: 193 км/ч
- Посадочная скорость: 135 км/ч
- Практическая дальность: 550 км
- Практический потолок: 5950 м
- Продолжительность полёта: 2 часа 30 минут

### Вооружение
- Пулемётное:
  - 1× синхронизированный 7,7-мм пулемёт Vickers
  - 1× 7,7-мм пулемёт Lewis, установленный над центропланом верхнего крыла
- Бомбовая нагрузка: до 4× 18,6 кг бомб